# Валдхорна
Валдхорната е музикален инструмент от групата на медните духови инструменти. Наименованието му идва от немски език: „валд“ и „хорн“ означават съответно „горски“ и „рог“. Тоновият му обем е от ла на малка до ла на втора октава.
Ловджийският рог (отново от немски) е предшественик на натуралната валдхорна. Всички строеве валдхорни, както по-късно и хроматичните, са ниско транспониращи инструменти. Като оркестров инструмент натуралната валдхорна е била използвана за пръв път през 1664 година от Люли в операта „Принцесата от Елида“. За натурални валдхорни е написана музика от предкласиците Йохан Себастиан Бах и Хендел, класиците Хайдн, Моцарт, Бетховен. Даже след изобретяването на вентилната система композиторите от 19 век дълго време са писали за натурални валдхорни. Берлиоз не употребява хроматичната валдхорна в творчество си.